# Sina Trinkwalder
Sina Marie Trinkwalder (geb. Riefle, * 28. Januar 1978 in Augsburg) ist eine deutsche Unternehmerin, die für ihr Engagement als Sozialunternehmerin bei der von ihr gegründeten ökosozialen Textilfirma Manomama mehrfach ausgezeichnet wurde.

## Leben
Trinkwalder zog früh von zu Hause aus und begann ein Studium der Politik und Betriebswirtschaft an der LMU München. Nach dem Abbruch des Studiums gründete sie mit ihrem damaligen Mann Stefan Trinkwalder im Alter von 21 Jahren eine Werbeagentur und ist dort gemeinsam mit ihm Geschäftsführerin. 2010, nach der Geburt ihres Sohnes, gründete sie in Augsburg die ökosoziale Textilfirma manomama, in der sie hauptsächlich auf dem Arbeitsmarkt benachteiligte Menschen beschäftigt. Sie fertigen auch Stofftaschen für dm-drogerie markt, real und Edeka. 2017 gründete sie erneut ein soziales Unternehmen, das Mensch und Umwelt zugutekommt: BRICHBAG. Hier werden aus Textilresten der Sonnenschutzindustrie Upcycling-Rucksäcke hergestellt, die in Zusammenarbeit mit dem Paritätischen Dachverband an Obdachlose verteilt werden.
Als Vertreterin eines nachhaltigen Unternehmertums hatte sie Auftritte in den Talkshows von Anne Will, Maybrit Illner, Günther Jauch und Erwin Pelzig. Im Januar 2014 war sie als Protagonistin der vierteiligen RTL-Dokusoap Made in Germany – Wir können’s selbst am besten zu sehen.
Anfang 2018 wurde sie von ihrem Mann geschieden.
Im Kinodokumentarfilm FAIR TRADERS (2018) von Nino Jacusso wirkt sie als Protagonistin mit.

### Bei der Preisverleihung des Vorbildpreises in Bayreuth 2016
Sina Trinkwalder:

„Werdet Denker mit Herz und Verstand, denn das gibt es in der menschenentkoppelten Ökonomie nicht mehr.“

Dieser Satz wurde von Trinkwalder in ihrer Rede nach Erhalt des Vorbildpreises der Bayreuther Dialoge, einer Initiative von Studenten der Universität Bayreuth, ausgesprochen. Dem ging ein kleines Spektakel im Saal voraus:
Die Preisgekrönte forderte während ihrer Rede die zuhörenden Studenten auf, aufzustehen. Danach sollten „die Männer und Frauen ihre Hände auf Nacken, Bauch und Rücken legen. Provozierend fragte die 38-Jährige dann: ‚Warum macht ihr eigentlich jeden Scheiß, den man euch vorsagt?‘ Befreiendes, auch etwas beschämtes Lachen folgte. ‚Weil einer vor euch steht und euch sagt, was ihr zu tun habt. Geht raus und denkt selbst.‘“ Danach folgte der oben zitierte Satz.

## Werke
- Sina Trinkwalder: Wunder muss man selber machen. Wie ich die Wirtschaft auf den Kopf stelle. Droemer, München 2013, ISBN 978-3-426-27615-0.
- Sina Trinkwalder: Fairarscht. Wie Wirtschaft und Handel die Kunden für dumm verkaufen. Knaur, München 2016, ISBN 978-3-426-78794-6.
- Sina Trinkwalder: Im nächsten Leben ist zu spät. Ärmel hochkrempeln, Probleme lösen, glücklich sein. Knaur, München 2017, ISBN 978-3-426-21433-6.
- Sina Trinkwalder: Zukunft ist ein guter Ort. Utopie für eine ungewisse Zeit. Droemer, München 2019, ISBN 978-3-426-27784-3.
- Sina Trinkwalder: Heimat muss man selber machen. dtv Sachbuch, München 2020, ISBN 978-3-423-28228-4.

## Auszeichnungen
- 2010: KarmaKonsum Gründer-Award[17]
- 2011: Social Entrepreneur der Nachhaltigkeit vom Rat für Nachhaltige Entwicklung als Sonderpreis des Deutschen Nachhaltigkeitspreises[1]
- 2011: Vierter Preis des Bürgerkulturpreis des Bayerischen Landtags an das Unternehmen Manomama[2]
- 2014: Barbara-Künkelin-Preis[18][19]
- 2015: ZEIT WISSEN-Preis „Mut zur Nachhaltigkeit“ (Nominierung für Manomama)[20]
- 2015: Deutscher Fairness-Preis[21][22]
- 2015: Verdienstorden der Bundesrepublik Deutschland (Bundesverdienstkreuz).[23][7]
- 2016: Vorbildpreis der bayreuther dialoge, dem Zukunftsforum für Ökonomie, Philosophie und Gesellschaft.[24][25]
- 2017: Auszeichnung „Unternehmerisches Herz 2017“[26] (vergeben von Handelsblatt, Wirtschaftswoche und Würth-Gruppe)

## Dokumentation
- Lebenslinien: Die Chancen-Schneiderin – Autorin: Dominique Klughammer, Erstausstrahlung: 11. März 2019, BR Fernsehen, 43 Min.[27]

## Rundfunkberichte
- Petra Zundel: Mit Arbeit und Anstand – Sina Trinkwalder – Chefin einer ökosozialen Textilfirma, in „SWR1 Leute“ vom 13. Januar 2014
- Dagmar Fulle: Haben Sie schon mal aufgegeben? – Sina Trinkwalder im hr1-TALK. hr1, 16. März 2014.
- Uwe Berndt: „Unternehmer müssen Menschen lieben“. Der hr1-Talk mit Sina Trinkwalder. hr1 , 15. November 2020, auch als Podcast.
- Gisela Steinhauer: In Deutschland gibt es für jeden etwas zu tun; Sina Trinkwalder und Holger Schäfer im Gespräch im Deutschlandradio Kultur vom 15. November 2014

## Fernsehbericht
- Die Chancen-Schneiderin, Lebenslinien, BR Fernsehen, 11. März 2019